# Lymeon bifasciator
Lymeon bifasciator är en stekelart som först beskrevs av Carl Peter Thunberg 1822.  Lymeon bifasciator ingår i släktet Lymeon och familjen brokparasitsteklar. Inga underarter finns listade i Catalogue of Life.